# 화순 운주사 광배석불좌상
화순 운주사 광배석불좌상(和順 雲住寺 光背石佛坐像)은 전라남도 화순군에 있는 석불이다. 2005년 7월 13일 전라남도의 유형문화재 제274호로 지정되었다.

## 개요
운주사 석불 가운데 유일하게 광배가 있는 불상이다.
사다리꼴 판석의 광배는 두광과 신광의 구분이 없고 불신주변 전체에 화염문을 음각하였다. 불신은 도드라지게 표현 되었으며 수인(손모양)과 코, 눈썹, 귀는 양각하였고 광배는 선각으로 처리되었다.
제작시기는 양식상 고려시대로 추정된다.

## 참고 자료
- 화순운주사광배석불좌상 - 국가유산청 국가유산포털